# Eventi sportivi nel 2017
Maggiori eventi sportivi del 2017 a livello internazionale, ordinati per disciplina.

## Atletica leggera
- 3 - 5 marzo: Campionati europei di atletica leggera indoor 2017,  Belgrado
- 26 marzo: Campionati del mondo di corsa campestre 2017,  Kampala
- 22 - 23 aprile: IAAF World Relays 2017,  Nassau
- 5 maggio - 1 settembre: IAAF Diamond League 2017
- 23 - 25 giugno: Campionati europei a squadre di atletica leggera 2017,  Villeneuve-d'Ascq
- 8 luglio: Campionati europei di corsa in montagna 2017,  Kamnik
- 13 - 16 luglio: Campionati europei under 23 di atletica leggera 2017,  Bydgoszcz
- 14 - 23 luglio: Campionati del mondo di atletica leggera paralimpica 2017,  Londra
- 20 - 23 luglio: Campionati europei under 20 di atletica leggera 2017,  Grosseto
- 4 - 13 agosto: Campionati del mondo di atletica leggera 2017,  Londra

## Badminton
- 13 - 15 febbraio Campionati oceaniani di badminton 2017,  Numea
- 25 - 30 aprile Campionati europei di badminton 2017,  Kolding
- 21 - 27 agosto Campionati mondiali di badminton 2017,  Glasgow

## Beach Soccer
- 4 - 11 marzo: AFC Beach Soccer Championship 2017,  Malaysia
- 27 aprile - 7 maggio: Campionato mondiale di beach soccer 2017,  Bahamas

## Beach Volley
- 28 luglio - 6 agosto: Campionati mondiali di beach volley 2017,  Vienna

## Biathlon
- 9-19 febbraio: Campionati mondiali di biathlon 2017,  Hochfilzen

## Bob
- 2 dicembre 2016 - 19 marzo: Coppa del Mondo di bob 2017
- 14 - 15 gennaio: Campionati europei di bob 2017,  Winterberg
- 28 - 29 gennaio: Campionati mondiali juniores di bob 2017,  Winterberg
- 17 - 26 febbraio: Campionati mondiali di bob 2017,  Schönau am Königssee

## Calcio
- 14 gennaio - 5 febbraio: Coppa delle nazioni africane 2017,  Gabon
- 2 - 14 maggio: Campionato europeo femminile Under 17 di calcio 2017,  Rep. Ceca
- 3 - 19 maggio: Campionato europeo di calcio Under-17 2017,  Croazia
- 20 maggio - 11 giugno: Campionato mondiale di calcio Under-20 2017,  Corea del Sud
- 24 maggio: Finale UEFA Europa League 2016-2017,  Stoccolma
- 3 giugno: Finale UEFA Champions League 2016-2017,  Cardiff
- 16 - 30 giugno: Campionato europeo di calcio Under-21 2017,  Polonia
- 17 giugno - 2 luglio: FIFA Confederations Cup 2017,  Russia
- 2 - 15 luglio: Campionato europeo di calcio Under-19 2017,  Georgia
- 7 luglio - 26 luglio: CONCACAF Gold Cup 2017,  Stati Uniti
- 16 luglio - 6 agosto: Campionato europeo femminile di calcio 2017,  Paesi Bassi
- 8 - 20 agosto: Campionato europeo femminile Under 19 di calcio 2017,  Irlanda del Nord
- 6 - 28 ottobre: Campionato mondiale di calcio Under-17 2017,  India

## Canoa / Kayak
- 31 maggio - 4 giugno: Campionati europei di canoa slalom 2017,  Tacen
- 14 - 16 luglio: Campionati europei di canoa/kayak sprint 2017,  Plovdiv
- 23 - 27 agosto: Campionati mondiali di canoa/kayak 2017,  Račice
- 26 settembre - 1º ottobre: Campionati mondiali di canoa/kayak slalom 2017,  Pau

## Canottaggio
- 24 - 28 maggio: Campionati europei di canottaggio 2017,  Račice
- 24 settembre - 1º ottobre: Campionati del mondo di canottaggio 2017,  Sarasota

## Ciclismo

### Ciclismo su pista
- 12 - 16 aprile: Campionati del mondo di ciclismo su pista 2017,  Hong Kong
- 19 - 23 luglio: Campionati europei di ciclismo su pista Juniores e Under-23 2017,  Sangalhos
- 23 - 27 agosto: Campionati del mondo di ciclismo su pista juniors 2017,  Montichiari
- 18 - 22 ottobre: Campionati europei di ciclismo su pista 2017,  Berlino

### Ciclismo su strada
- 5 - 28 maggio: Giro d'Italia 2017
- 1 - 23 luglio: Tour de France 2017
- 2 - 6 agosto: Campionati europei di ciclismo su strada 2017,  Herning
- 19 agosto - 10 settembre: Vuelta a España 2017
- 17 - 24 settembre: Campionati del mondo di ciclismo su strada 2017,  Bergen

### Ciclocross
- 5 novembre: Campionati europei di ciclocross 2017,  Tábor

## Curling
- 18 - 26 marzo: Campionato mondiale di curling femminile 2017,  Pechino
- 1 - 9 aprile: Campionato mondiale di curling maschile 2017,  Edmonton

## Flag football
- 31 agosto-3 settembre: Campionato europeo di flag football 2017 (IFAF New York) a Copenaghen,  Danimarca
- 7-10 settembre: Campionato europeo di flag football 2017 (IFAF Paris) a Madrid,  Spagna
- 2-5 novembre: Campionato mondiale di beach flag football 2017 (IFAF Paris) a Tamarindo,  Costa Rica

## Football americano
- 6 maggio-4 giugno: Qualificazioni al campionato europeo di football americano Under-19 2017 (IFAF Paris),  Serbia e  Paesi Bassi
- 24-30 giugno: Campionato mondiale di football americano femminile 2017 (IFAF New York) a Langley,  Canada
- 12-14 luglio: Campionato europeo di football americano Under-19 2017 (IFAF New York) a Gentofte,  Danimarca
- 14-16 luglio: Campionato europeo di football americano Under-19 2017 (IFAF Paris) a Villepinte,  Francia
- 22-24 luglio: Football americano ai Giochi mondiali 2017 (IWGA; le squadre partecipanti facevano capo a IFAF Paris) a Breslavia,  Polonia

## Ginnastica

### Ginnastica aerobica
- 13 - 18 settembre: Campionati asiatici di ginnastica aerobica 2017,  Ulan Bator

### Ginnastica artistica
- 19 - 23 aprile: VII Campionati europei individuali di ginnastica artistica,  Cluj-Napoca
- 2 - 8 ottobre: Campionati mondiali di ginnastica artistica 2017,  Montréal

### Ginnastica ritmica
- 7 aprile - 13 agosto: Coppa del Mondo di ginnastica ritmica 2017
- 19 - 21 maggio: Campionati europei di ginnastica ritmica 2017,  Budapest
- 30 agosto - 3 settembre: Campionati mondiali di ginnastica ritmica 2017,  Pesaro

## Hockey su pista
- 26 agosto - 10 settembre: Campionato mondiale maschile di hockey su pista 2017,  Nanchino

## Judo
- 14 - 15 aprile: Campionati africani di judo 2017,  Antananarivo
- 20 - 23 aprile: Campionati europei di judo 2017,  Varsavia
- 26 - 28 maggio: Campionati asiatici di judo 2017,  Hong Kong
- 29 agosto - 3 settembre: Campionati mondiali di judo 2017,  Budapest

## Lotta
- 2 - 7 maggio: Campionati europei di lotta 2017,  Novi Sad
- 21 - 27 agosto: Campionati mondiali di lotta 2017,  Parigi

## Nuoto
- 28 giugno - 2 luglio: Campionati europei giovanili di nuoto 2017,  Netanya
- 14 - 30 luglio: Campionati mondiali di nuoto 2017,  Budapest
- 2 agosto - 19 novembre: Coppa del Mondo di nuoto 2017
- 23 - 28 agosto: Campionati mondiali giovanili di nuoto 2017,  Indianapolis
- 13 - 17 dicembre: Campionati europei di nuoto in vasca corta 2017,  Copenaghen

## Pallacanestro
- 16 - 25 giugno: Campionato europeo femminile di pallacanestro 2017,  Rep. Ceca
- 1 - 9 luglio: Campionato mondiale maschile di pallacanestro Under-19 2017,  Il Cairo
- 8 - 16 luglio: Campionato europeo femminile di pallacanestro Under-20 2017,  Matosinhos
- 15 - 23 luglio: Campionato europeo maschile di pallacanestro Under-20 2017,  Creta
- 29 luglio - 6 agosto: Campionato europeo maschile di pallacanestro Under-18 2017,  Slovacchia
- 10 - 20 agosto: Campionato asiatico maschile di pallacanestro 2017,  Libano
- 19 - 30 agosto: Campionato africano maschile di pallacanestro 2017,  Rep. del Congo
- 25 agosto - 3 settembre: Campionato americano maschile di pallacanestro 2017,  Argentina,  Colombia,  Uruguay
- 31 agosto - 17 settembre: Campionato europeo maschile di pallacanestro 2017,  Romania,  Finlandia,  Israele e  Turchia

## Pallamano
- 11 - 29 gennaio: Campionato mondiale maschile di pallamano 2017,  Francia
- 1 - 17 dicembre: Campionato mondiale femminile di pallamano 2017,  Germania

## Pallanuoto
- 15 - 30 luglio: Campionato mondiale di pallanuoto 2017,  Ungheria

## Pallavolo
- 1° - 9 aprile: Campionato europeo femminile under 18 di pallavolo 2017,  Arnhem
- 22 - 30 aprile: Campionato europeo maschile under 19 di pallavolo 2017,  Győr
- 3 - 11 luglio: Campionato europeo maschile under 17 di pallavolo 2017,  Konya
- 21 - 29 luglio: Campionato europeo femminile under 16 di pallavolo 2017,  Bulgaria
- 18 - 25 agosto: Campionato mondiale maschile under 23 di pallavolo 2017,  Il Cairo
- 18 - 27 agosto: Campionato mondiale femminile under 18 di pallavolo 2017,  Argentina
- 24 agosto - 3 settembre: Campionato europeo maschile di pallavolo 2017,  Polonia
- 10 - 17 settembre: Campionato mondiale femminile under 23 di pallavolo 2017,  Lubiana
- 20 settembre - 1º ottobre: Campionato europeo femminile di pallavolo 2017,  Azerbaigian e  Georgia
- 7 - 14 ottobre: Campionato africano femminile di pallavolo 2017,  Yaoundé
- 22 - 29 ottobre: Campionato africano maschile di pallavolo 2017,  Il Cairo

## Pattinaggio di figura
- 25 - 29 gennaio: Campionati europei di pattinaggio di figura 2017,  Ostrava
- 15 - 19 febbraio: Campionati dei Quattro continenti di pattinaggio di figura 2017,  Gangneung
- 29 marzo - 2 aprile: Campionati mondiali di pattinaggio di figura 2017,  Helsinki

## Pentathlon moderno
- 17 - 24 luglio: Campionato europeo di pentathlon moderno 2017,  Minsk
- 21 - 29 agosto: Campionato mondiale di pentathlon moderno 2017,  Il Cairo

## Pugilato
- 29 aprile: Anthony Joshua vs. Volodymyr Klyčko,  Londra
- 16 - 24 giugno: Campionati europei di pugilato dilettanti 2017,  Charkiv
- 4 - 13 agosto: Campionati europei di pugilato dilettanti femminili 2017,  Cascia
- 25 agosto - 2 settembre: Campionati mondiali di pugilato dilettanti 2017,  Amburgo
- 16 settembre: Gennadij Golovkin vs. Canelo Álvarez,  Las Vegas

## Rugby a 13
- 27 ottobre - 2 dicembre: Coppa del Mondo di rugby a 13 2017,  Australia,  Nuova Zelanda e  Papua Nuova Guinea

## Rugby a 15
- 4 febbraio - 18 marzo: Sei Nazioni 2017
- 12 maggio: Finale European Rugby Challenge Cup 2016-2017,  Edimburgo
- 13 maggio: Finale European Rugby Champions Cup 2016-2017,  Edimburgo
- 9 - 26 agosto: Coppa del Mondo di rugby femminile 2017,  Irlanda,  Irlanda del Nord
- 19 agosto - 7 ottobre: The Rugby Championship 2017

## Scherma
- 12 - 17 giugno: Campionato europeo di scherma 2017,  Tbilisi
- 19 - 26 luglio: Campionato mondiale di scherma 2017,  Lipsia

## Short Track
- 13 - 15 gennaio: Campionati europei di short track 2017,  Torino

## Sci
- 23 ottobre 2016 - 19 marzo: Coppa del Mondo di sci alpino 2017
- 30 gennaio - 5 febbraio: Campionati mondiali juniores di sci nordico 2017,  Park City
- 6 - 19 febbraio: Campionati mondiali di sci alpino 2017,  Sankt Moritz
- 22 febbraio - 5 marzo: Campionati mondiali di sci nordico 2017,  Lahti

## Slittino
- 26 novembre 2016 - 26 febbraio: Coppa del Mondo di slittino 2017
- 2 dicembre 2016 - 19 febbraio: Coppa del Mondo juniores di slittino 2017
- 10 dicembre 2016 - 18 febbraio: Coppa del Mondo di slittino su pista naturale 2017
- 16 - 17 dicembre 2016[1]: Campionati pacifico-americani di slittino 2017,  Park City
- 5 - 6 gennaio: Campionati europei di slittino 2017,  Schönau am Königssee
- 27 - 29 gennaio: Campionati mondiali di slittino 2017,  Igls
- 4 - 5 febbraio: Campionati mondiali juniores di slittino 2017,  Sigulda

## Skeleton
- 2 dicembre 2016 - 17 marzo: Coppa del Mondo di skeleton 2017
- 14 - 15 gennaio: Campionati europei di skeleton 2017,  Winterberg
- 19 - 26 febbraio: Campionati mondiali di skeleton 2017,  Schönau am Königssee
- 28 febbraio: Campionati mondiali juniores di skeleton 2017,  Sigulda

## Sport motoristici

### Automobilismo
- 9 ottobre 2016 - 30 luglio: Campionato di Formula E 2016-2017
- 19 gennaio - 19 novembre: Campionato del mondo rally 2017
- 10 marzo – 19 novembre: TCR Asia Series 2017
- 26 marzo - 26 novembre: Campionato mondiale di Formula 1 2017
- 1º aprile - 27 novembre: TCR International Series 2017
- 9 aprile - 1º dicembre: WTCC 2017
- 15 aprile - 26 novembre: Campionato FIA di Formula 2 2017
- 17 aprile- 16 novembre: Campionato del mondo Endurance 2017
- 23 aprile - 17 settembre: Campionato europeo della montagna 2017
- 30 aprile - 8 ottobre: ETCC 2017
- 13 maggio - 26 novembre: GP3 Series 2017
- 28 maggio: 500 Miglia di Indianapolis 2017, Stati Uniti
- 17 - 18 giugno: 24 Ore di Le Mans 2017, Francia (gara valida per il mondiale endurance)

### Motociclismo
- 25 febbraio – 17 settembre: Campionato mondiale di motocross 2017
- 25 febbraio – 4 novembre: Campionato mondiale Superbike 2017
- 26 febbraio – 4 novembre: Campionato mondiale Supersport 2017
- 26 marzo – 12 novembre: Motomondiale 2017
- 2 aprile – 22 ottobre: Campionato europeo Superstock 1000 2017
- 4 - 9 giugno: Tourist Trophy 2017

### Automobilismo e motociclismo
- 2 - 14 gennaio: Rally Dakar 2017, Argentina, Bolivia e Paraguay
- 25 giugno: Pikes Peak 2017, Stati Uniti

## Tiro con l'arco
- 16 - 22 ottobre: Campionati mondiali di tiro con l'arco 2017,  Città del Messico

## Trampolino elastico
- 9 - 12 novembre: Campionati mondiali di trampolino elastico 2017,  Sofia

## Triathlon
- 18 giugno: Campionati europei di triathlon del 2017,  Kitzbühel

## Tuffi
- 12 - 18 giugno: Campionati europei di tuffi 2017,  Kiev

## Manifestazioni multisportive
- 28 gennaio - 8 febbraio: XXVIII Universiade invernale,  Almaty
- 29 maggio - 3 giugno: XVII Giochi dei piccoli stati d'Europa,  San Marino
- 20 - 30 luglio: Giochi mondiali 2017,  Breslavia
- 19 - 30 agosto: XXIX Universiade,  Taipei cinese